# Naufragé volontaire (film)
Pour plus de détails, voir Fiche technique et Distribution.
Naufragé volontaire est un film français réalisé par Didier Nion et sorti en 2017.

## Fiche technique
- Titre : Naufragé volontaire
- Réalisation : Didier Nion
- Scénario : Thomas Cheysson et Yves Nilly, d'après le récit d'Alain Bombard
- Photographie : Gilles Arnaud
- Costumes : Marine Galliano
- Son : Jacques Sans
- Montage : Catherine Zins
- Musique : Grégoire Hetzel
- Production : Balthazar Productions - Les Films d'ici - Cinéventure 1
- Pays d'origine :  France
- Durée : 93 minutes
- Date de sortie : France - 18 novembre 2017

## Distribution
- Jérémie Lippmann
- Jamie Sives

## Sélections
- 2017 : Festival Entrevues de Belfort